# Pachydactylus reconditus
Pachydactylus reconditus — вид геконоподібних ящірок родини геконових (Gekkonidae). Ендемік Намібії.

## Поширення і екологія
Pachydactylus reconditus мешкають в центральній Намібії, на нагір'ї Кхомас та в сусідніх районах. Вони живуть серед скельних виступів в сухій савані, трапляються в людських поселеннях, зокрема у Віндгуці. Зустрічаються на висоті від 1200 до 1700 м над рівнем моря.